# Ernst Zimmermann (Maler)

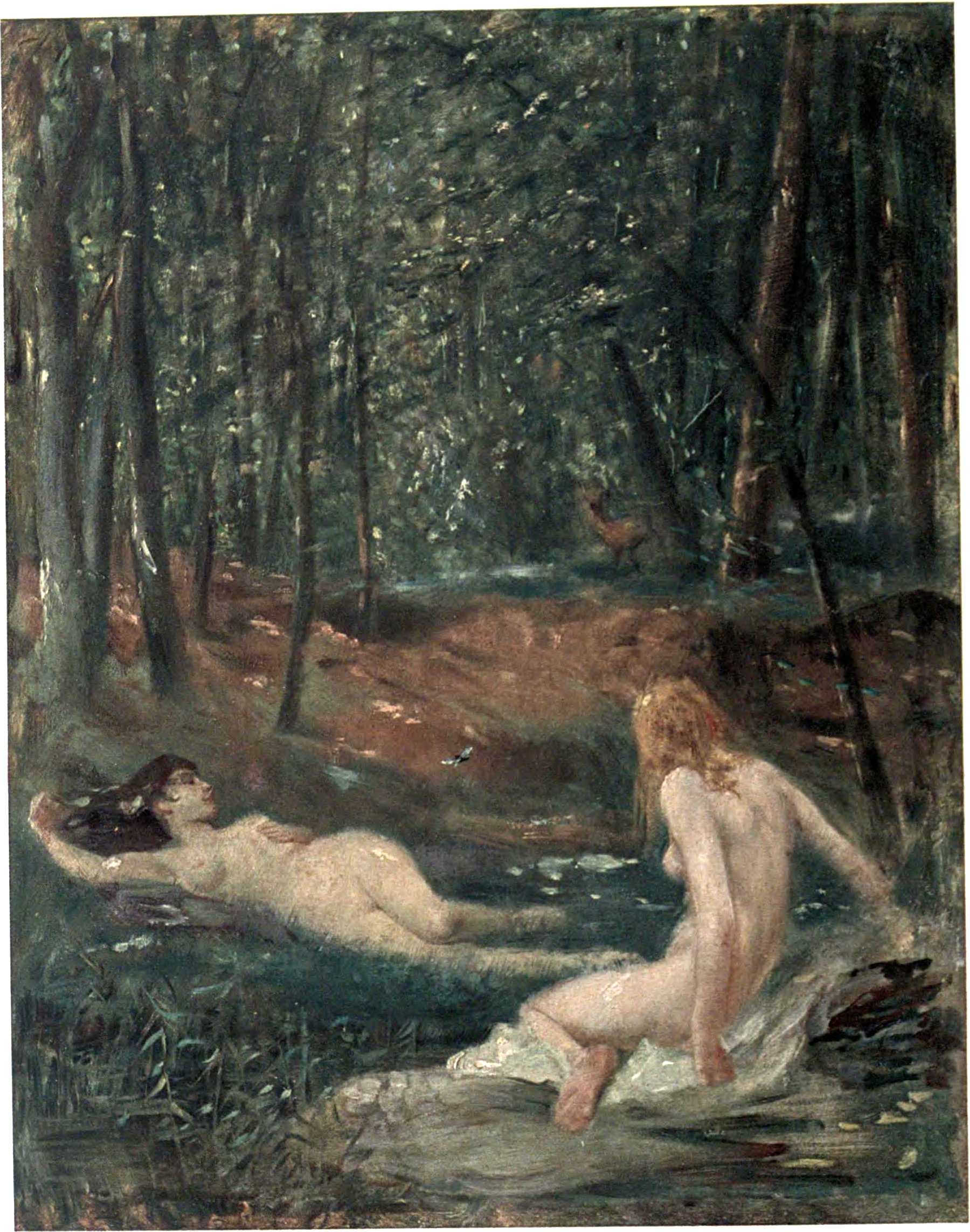
Im Walde

Ernst Karl Georg Zimmermann (* 24. April 1852 in München; † 15. November 1901 ebenda) war ein deutscher Maler.

## Leben und Werk

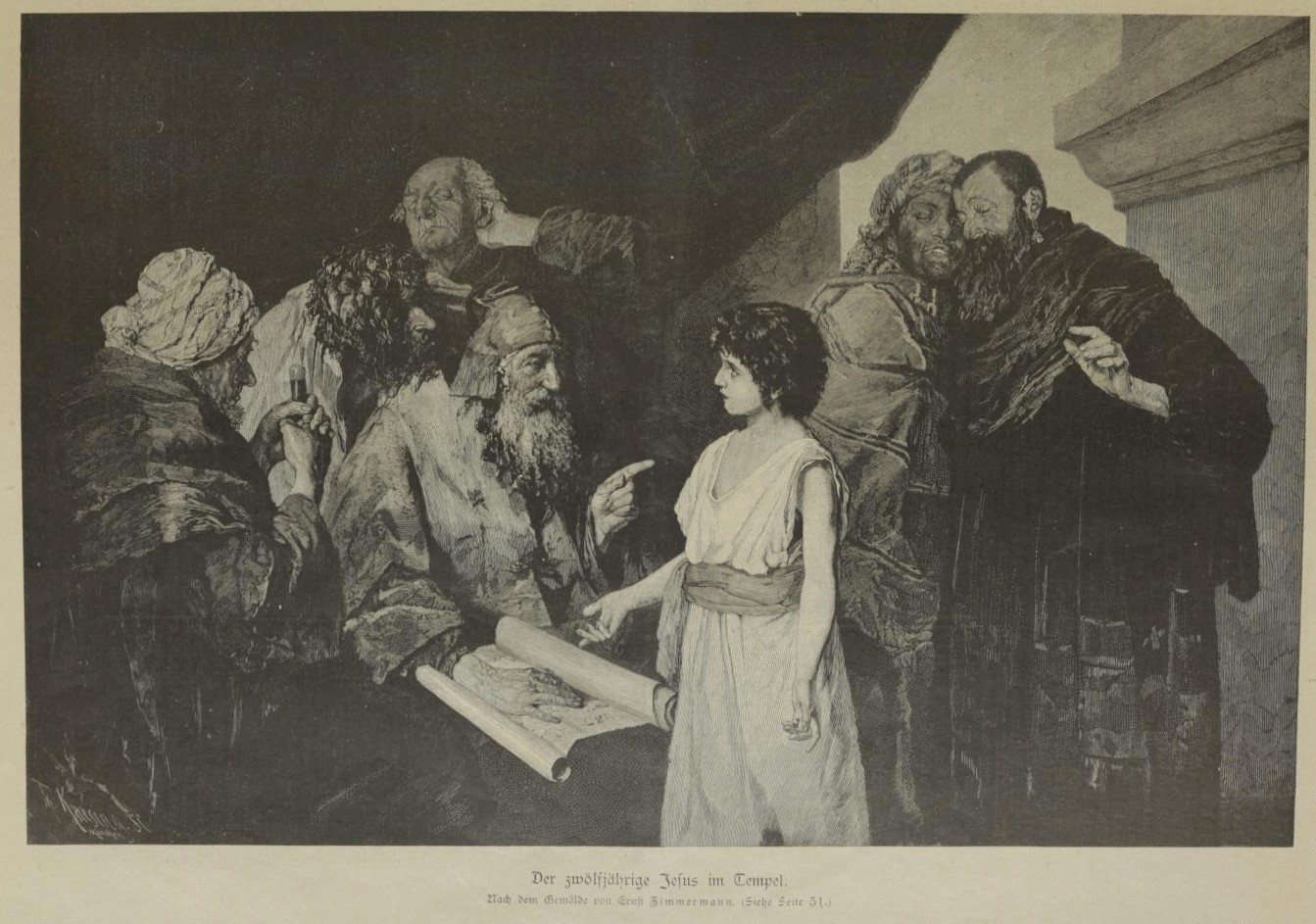
Der zwölfjährige Jesus im Tempel

Ernst Zimmermann erhielt 1868 von seinem Vater Reinhard Sebastian Zimmermann (1815–1893) den ersten Kunstunterricht, besuchte dann die Akademie der Bildenden Künste München und wurde dort Schüler von Wilhelm von Diez, bei welchem er bis 1874 arbeitete. Nachdem er einige humoristische Genrebilder (Alter, seine Geige flickender Mönch, 1871; Seiltänzer in einer Dorfscheune, 1874; Junge Prinzessin, spazieren gehend, 1877) gemalt hatte, nahm er 1879 mit dem Der zwölfjährige Jesus im Tempel einen Aufschwung zur Geschichtsmalerei mit besonderer Betonung des koloristischen Elements, das sich teils an die Venezianer, teils an Antonio da Correggio anschließt.
Ernst Zimmermann, der in München im Hause seines Vaters lebte, war häufig in Hagnau am Bodensee, der Heimat seines Vaters, wo er 1879 den Gasthof Löwen erwarb. Bei einem seiner Ritte von München an den Bodensee erlitt er vom Huf seines ausschlagenden Pferdes eine Verletzung, die ein jahrelanges Nervenleiden nach sich zog. Daraufhin wurde ihm der Gasthof zu anstrengend, sodass er ihn verkaufte und das Glaserhäusle in Meersburg, das schon Annette von Droste-Hülshoff beschrieben hatte, erwarb. Hier errichtete er sein Atelier und verbrachte viele Wochen des Jahres dort. Mit 49 Jahren starb er an den Folgen eines offenen Beinbruches, den er sich auf der Straße unweit seiner Münchener Wohnung zugezogen hatte.
Seine späteren Hauptwerke sind: Die Anbetung der Hirten (1883), Christus und die Fischer (1886), Christus Konsolator (1888) und die Genrebilder Musikunterricht, Die böse Gans, Der Aufschneider, Die Geschäftsfreunde. Seine Fischstillleben galten unter Zeitgenossen als unerreicht.
Er war königlicher Professor und Ehrenmitglied der Akademie der Bildenden Künste München. Er hatte einen umfangreichen Freundes- und Bekanntenkreis, zu dem u. a. Wilhelm Leibl, Franz von Lenbach, Wilhelm Busch und Prinzregent Luitpold gehörte.
Zimmermann war mit einer Schwester von Emil Keyser verheiratet. Sein Sohn war der Maler Ernst Reinhard Zimmermann (1881–1939). Da seine Frau aus Stans stammte und ihre Schwester mit Martin von Feuerstein verheiratet war, verbrachten sie oft zusammen ihre Ferien in Stans, wo sie sich auch mit Eduard Zimmermann trafen.
Sein Bruder Alfred Zimmermann war ebenfalls ein bekannter Maler.